# Julus bioculatus
Julus bioculatus är en mångfotingart som beskrevs av Paul Gervais och Justin Goudot 1844. Julus bioculatus ingår i släktet Julus och familjen kejsardubbelfotingar. Inga underarter finns listade i Catalogue of Life.